# 1843 Jarmila
Az 1843 Jarmila (ideiglenes jelöléssel 1972 AB) a Naprendszer kisbolygóövében található aszteroida. Luboš Kohoutek fedezte fel 1972. január 14-én.